# Gábor Sárközy
Gábor N. Sárközy é um matemático húngaro-estadunidense.
Sárközy é professor do Departamento de Ciência da Computação do Instituto Politécnico Worcester e membro pesquisador do Instituto de Pesquisas em Computação e Automação da Academia de Ciências da Hungria. Graduado pela Universidade Eötvös Loránd com doutorado na Universidade Rutgers, ambos em ciência da computação. Seu orientador foi Endre Szemerédi.
Sarkozy é conhecido por seu trabalho sobre extensões do lema da regularidade de Szemerédi. É filho do matemático András Sárközy.
Tem número de Erdős 1.